# Riemann (cràter)

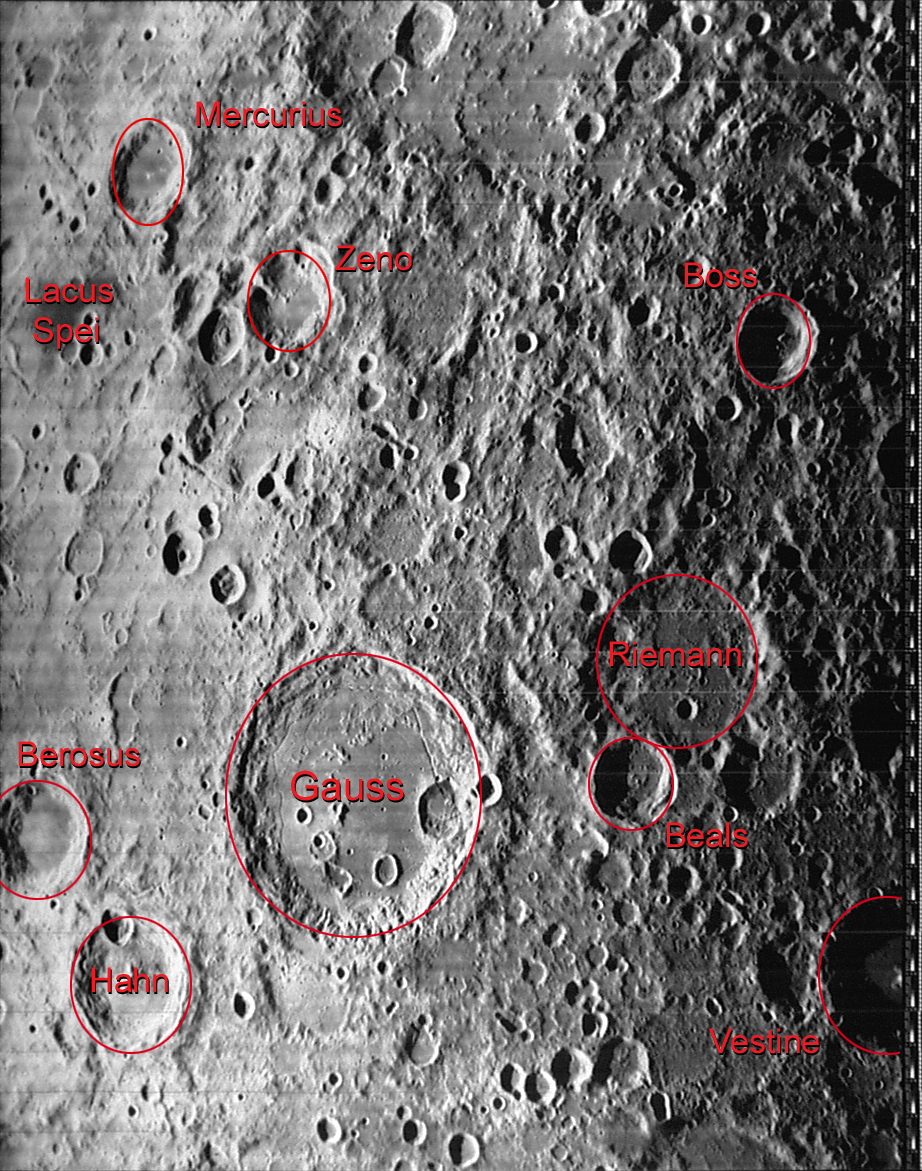
Entorn de Riemann

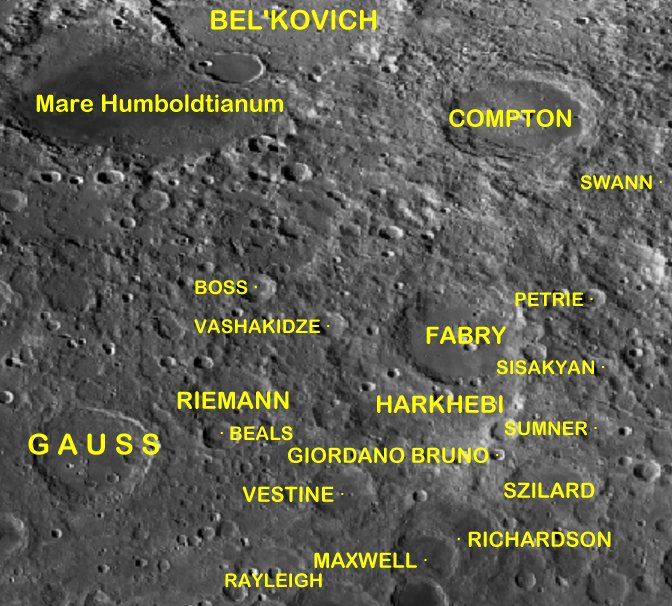
Cràters propers

Riemann és un cràter d'impacte localitzat prop del limbe nord-est de la Lluna, que només es pot observar lateralment des de la Terra quan els efectes d'una libració favorable ho permeten. Es troba a l'est-nord-est de la gran planicie emmurallada de Gauss. Al sud-est, més enllà de la vista, en la cara oculta de la Lluna, es troba el cràter Vestine.

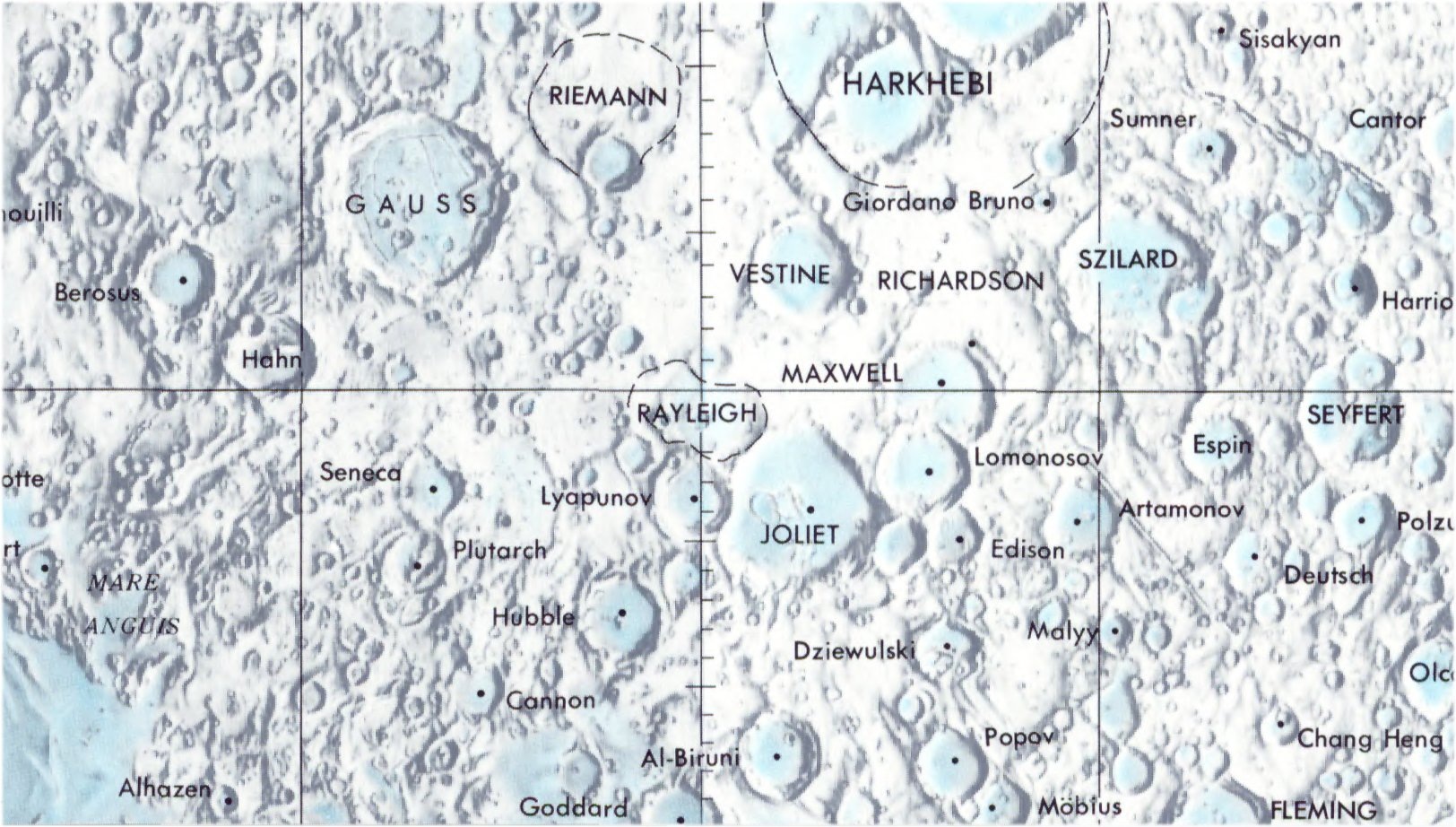
Localització de Riemann (centre de la vora superior de la imatge)

És una formació fortament desgastada i erosionada, de la qual només queda un romanent de la seva antiga configuració. La vora exterior ha estat desgastada en molts llocs, estant formada únicament per una sèrie irregular de crestes en un cercle irregular. El brocal està cobert en el seu sector sud-sud-oest pel cràter Beals, i diversos cràters més petits estan situats sobre la vora en els seus sectors occidental i sud-est. La part més intacta de la paret exterior està al costat oriental.
El sòl interior és una mescla de terreny anivellat i de terreny irregular, en el qual els impactes han alterat la superfície. Generalment és menys aspra la meitat oriental, especialment prop del centre. Un petit cràter en forma de bol es troba en el sòl de la part sud-est de l'interior. Les restes febles de diversos altres cràters menors es poden observar sobre la seva superfície.

## Cràters satèl·lit
Per convenció aquests elements són identificats en els mapes lunars posant la lletra en el costat del punt central del cràter que està més proper a Riemann.
|         | \| Riemann \| Coordenades \| Diàmetre \| \| ------- \| ------------------------------------ \| -------- \| \| B \| 41° 36′ N, 85° 12′ E / 41.6°N,85.2°E \| 24 km \| \| J \| 37° 24′ N, 90° 12′ E / 37.4°N,90.2°E \| 39 km \| |          |
| Riemann | Coordenades | Diàmetre |
| B       | 41° 36′ N, 85° 12′ E / 41.6°N,85.2°E | 24 km    |
| J       | 37° 24′ N, 90° 12′ E / 37.4°N,90.2°E | 39 km    |

Els següents cràters han estat canviats el nom per la UAI:
- Riemann A - Vegeu Beals (cràter).